# Otacilio Jales
Otacilio Jales, auch kurz Otacilio genannt (* 2. Januar 1984 in Mossoró; eigentlich Otacilio Jales da Silva Neto), ist ein ehemaliger brasilianischer Fußballspieler. Er war Offensiv-Allrounder. Er galt als ein guter Techniker.

## Karriere
Otacilio Jales wechselte im Januar 2007 zum deutschen Zweitligisten Eintracht Braunschweig, nachdem er zuvor beim brasilianischen Zweitligisten Clube do Remo gespielt hatte. Braunschweig verpflichtete ihn im Rahmen der Kampagne „Elf Siege für die zweite Liga“, mit der der zu diesem Zeitpunkt am Ende der Tabelle stehende Verein den drohenden Abstieg aus der 2. Fußball-Bundesliga verhindern wollte. Otacilio bestritt 16 von 17 möglichen Pflichtspielen in der Rückrunde, konnte den Abstieg aber nicht verhindern. Danach wechselte Otacilio Jales wieder zurück nach Brasilien und spielte für Náutico Capibaribe, SE Gama und Vila Nova FC. Bis zu seinem Karriereende 2016 spielte Jales für unterklassige Klubs, dabei selten länger wie für einen Wettbewerb.